# Ithycyphus miniatus
Ithycyphus miniatus är en ormart som beskrevs av Schlegel 1837. Ithycyphus miniatus ingår i släktet Ithycyphus och familjen snokar. IUCN kategoriserar arten globalt som livskraftig. Inga underarter finns listade i Catalogue of Life.
Arten förekommer på norra och västra Madagaskar. Den vistas i fuktiga skogar och i buskskogar.